# Fest-Rock
Albums de Red Cardell & Bagad Kemper
Running in Paris
(2013) Gwenn ha Du
(2014)
Fest-Rock est le 15e album et 5e live du groupe Red Cardell, sorti le 20 juin 2013, enregistré avec le Bagad Kemper dans le cadre du spectacle Fest-Rock lors des deux premières représentations au Pavillon à Quimper les 17 et 18 décembre 2011.

## Présentation
Fest-Rock est la rencontre inédite entre deux formations incontournables de la scène musicale bretonne, le Bagad Kemper (champion en titre et bagad le plus récompensé du championnat national des bagadoù) et Red Cardell. Cette création est proposée par l'association Très Tôt Théâtre, pour fêter les dix ans de son festival TàTÂ (Théâtre à Tout Âge), les 17 et 18 décembre 2011. Elle y associe 500 enfants qui assurent les percussions. Le spectacle, mis en lumière par Ludovic Le Bihan, l'éclairagiste attitré du groupe depuis 2001, est joué en deux représentations et enregistré au « Pavillon » à Quimper, devant 5 000 spectateurs.

### Le spectacle en tournée
Le 31 mars 2012, lors du concert à Quimper en soutien à la manifestation du collectif Deomp de'i, Red Cardell joue trois titre avec le Bagad Kemper puis chante E-kreiz an noz, en hommage au « grand » Youenn Gwernig, chanteur et poète humaniste décédé six ans plus tôt, ami de Jean-Pierre Riou et défenseur de la langue bretonne. Cette manifestation en faveur de la ratification par la France de la Charte européenne des langues régionales ou minoritaires, organisée par Gweltaz Ar Fur et Tangi Louarn, les fondateurs de la première école Diwan dans la capitale de Cornouaille, est suivie par 10 000 personnes. Quelques dates du Fest-Rock sont organisées par Kerne production, leur tourneur commun, aux festivals de Cornouaille à Quimper et Kastell-Paol à Saint-Pol-de-Léon, pendant l'été 2012, et au Moulin du Roc à Niort, en mai 2013. Lors d'un reportage du magazine Des racines et des ailes, alors que le groupe est en répétition avec le bagad, le styliste Pascal Jaouen, un des fils rouges de l'émission consacrée à la Bretagne programmée sur France 3 le 15 mai 2013, demande aux deux ensembles de créer la musique du prochain défilé de sa nouvelle collection 2014.

### Sortie de l'album
L'album, enregistrement du premier Fest-Rock en 2011, et mixé en mars/avril 2013 par Cédric Huet au studio Siwa à Quimper, sort deux mois plus tard le 20 juin. Pour l'occasion, les deux formations quimpéroises se produisent ensemble, à domicile, le 21 juin, en tête d'affiche de la Fête de la musique, sur le plateau de la déesse, au pied du Mont Frugy.

### La tournée continue

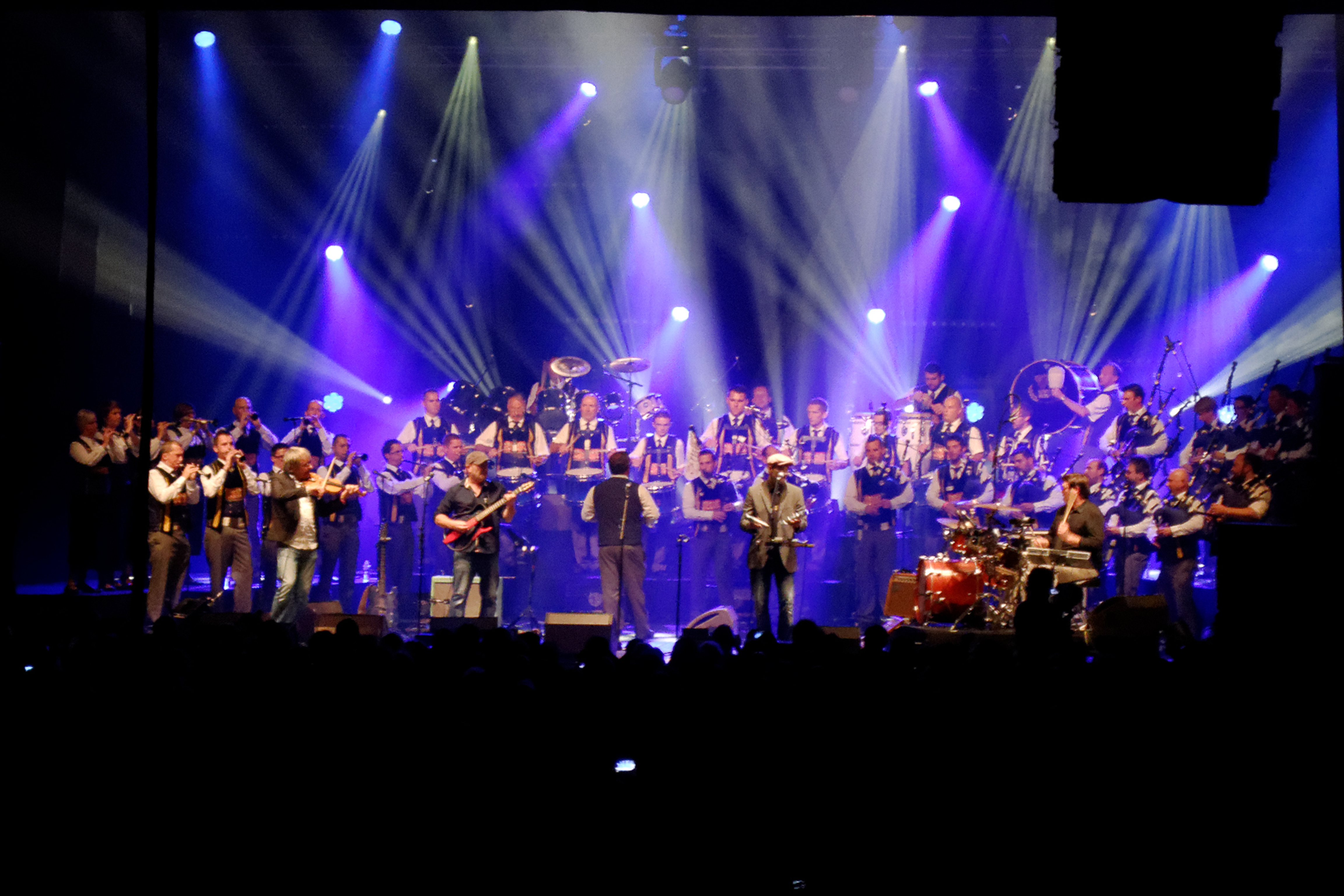
Fest-Rock au Festival interceltique de Lorient le 8 août 2014

Fin 2013, Red Cardell est invité à La Maison de la Bretagne à Paris pour l'annonce officielle de la seconde édition de La Nuit de la Bretagne, trois soirées auxquelles le groupe participe début 2014 : le 11 janvier au Parc de Langolvas à Morlaix, le 18 janvier au Palais omnisports de Paris-Bercy (diffusé en direct sur Paris Première) et le 1er février au Zénith de Nantes Métropole. Après le succès de ces trois soirées devant 18 000 spectateurs, l'organisateur de l’événement, BVC Organisation, annonce deux nouvelles dates en décembre : le 13 au MusikHall à Rennes et le 27 à Brest Arena, la toute nouvelle salle du port du Ponant. Pour clore ces soirées, après les prestations des couples de chanteurs et sonneurs, du cercle de Beuzec Cap Sizun et du collectif Le Jeu à la Nantaise, le Bagad Kemper monte d'abord seul sur scène, puis cède la place à Red Cardell avant de les rejoindre pour le final qui se transforme en « Fest-Rock » jusqu'à l'apothéose où tous les artistes présents montent également sur le plateau pour le dernier morceau et les salutations au public.
Pour l'été 2014, la tournée se poursuit et le Fest-Rock participe à de grands évènements bretons et européens, comme le 30e 
Festival Internacional do Mundo Celta d'Ortigueira en Galice (devant 30 000 spectateurs), les 60 ans de la fête des brodeuses à Pont-L'Abbé (capitale du Pays bigouden) en juillet, puis le 44e Festival interceltique de Lorient en août. Pour ce dernier concert, Pierre Sangra, connu pour être l'accompagnateur et multi-instrumentiste de Thomas Fersen, remplace Pierre Stéphan au violon.
En 2015, après le final des 2e Nuits de la Bretagne, finalement décalé le 21 février, au MusikHall à Rennes les deux ensembles quimpérois se retrouvent à la saison estivale pour quatre Fest-Rock « open air » : au festival En Bonne Voix à Pessac en juin, à Bénodet et en Presqu'île de Quiberon en juillet et au Festival des Filets bleus à Concarneau en août.

## Liste des titres
| 1.         | Blues bleu                            | 6:55 |
| 2.         | Cœur léger                            | 7:23 |
| 3.         | Les gueux                             | 5:49 |
| 4.         | Hanter dro                            | 4:17 |
| 5.         | La musique qui nous libère (Hornpipe) | 5:42 |
| 6.         | Je reste près de toi                  | 2:47 |
| 7.         | Ar sorcerez                           | 5:24 |
| 8.         | Ar menez                              | 4:56 |
| 9.         | Mescufurus                            | 6:06 |
| 10.        | La fête au village                    | 6:37 |
| 11.        | Rock'n roll comédie                   | 5:09 |
| 12.        | Percubagad                            | 3:07 |
| 1 h 04 min |                                       |      |

- Textes : Jean-Pierre Riou
- Musiques : Red Cardell et Bagad Kemper

## Crédits

### Musiciens

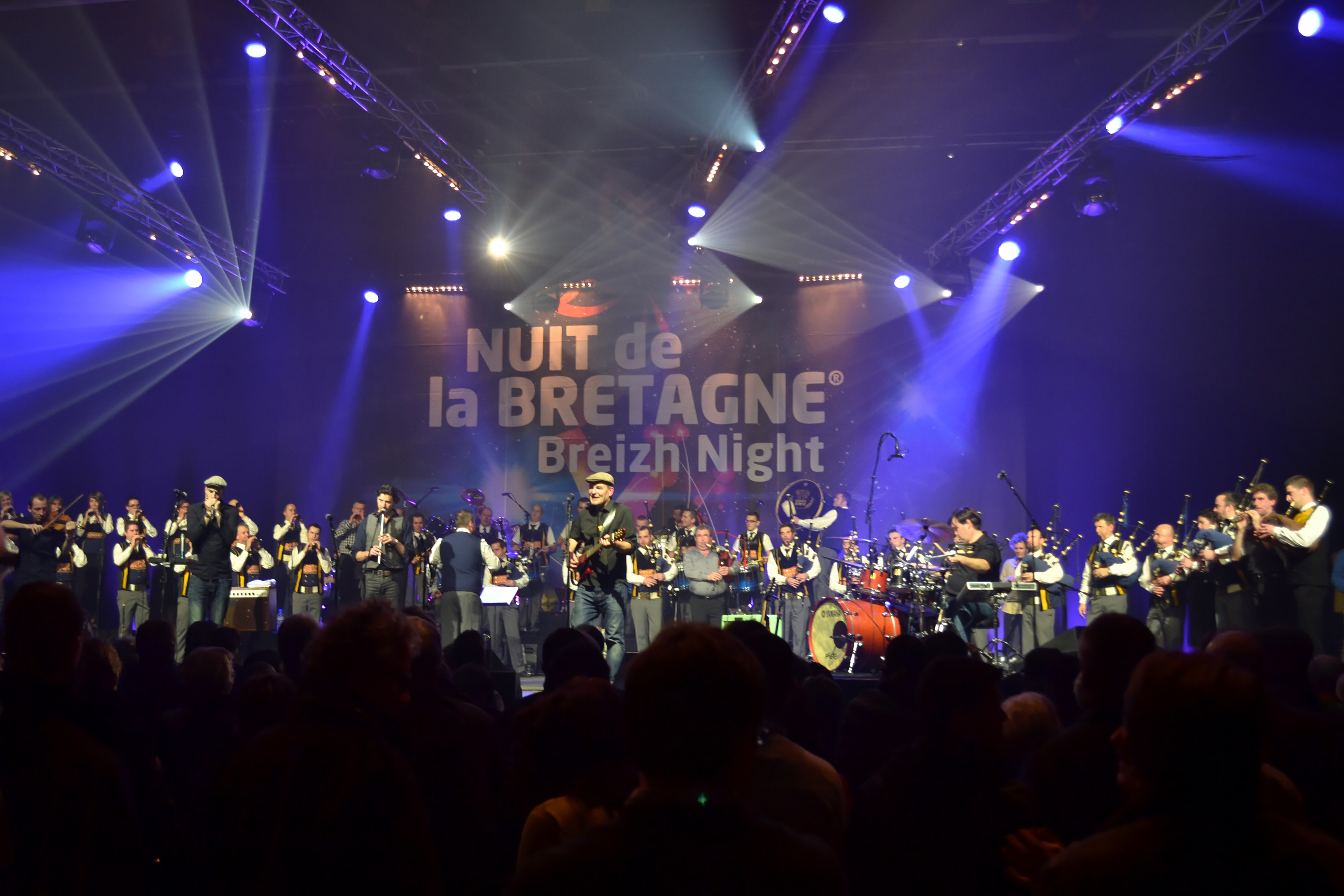
Fest-Rock à Morlaix en 2014

#### Les musiciens duBagad Kemper
- Penn-soner (direction musicale) : Stéven Bodénès
- Responsable pupitre bombardes : Jean-Louis Le Hénaff
- Responsable pupitre cornemuses : Florent Bergeron
- Responsable pupitre percussions : Tanguy Jourdren

#### Les musiciens de Red Cardell

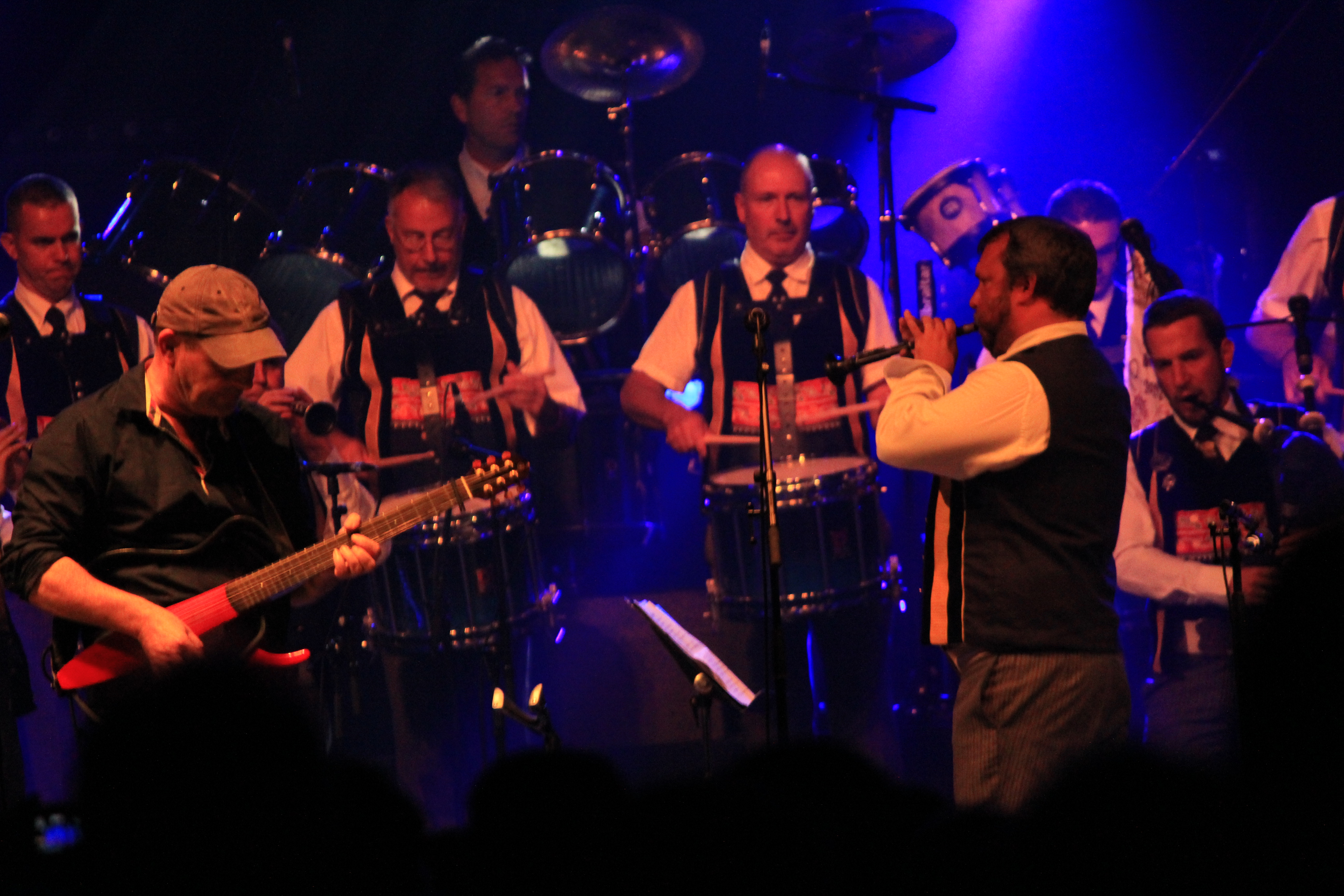
Jean-Pierre Riou et Stéven Bodénès au FIL 2014

- Jean-Pierre Riou : chant, guitare électrique et acoustique, mandoline, bombarde
- Manu Masko : batterie, percussions, claviers, samples
- Mathieu Péquériau : harmonica, washboard
- Pierre Stéphan : violon
- Pierre Sangra : violon (remplaçant sur plusieurs concerts)

### Equipe Technique LIVE
- José NEDELEC, Nicolas ROUVIERE, Yves GUEGAN, Cédric HUET

### Réalisation
- Produit et distribué par : Keltia Musique

- Réalisé par : Stéven Bodénès et Jean-Pierre Riou
- Mixé par : Cédric Huet au studio Siwa[17]
- Enregistré par :
- Masterisé par :